# Rodolfo Audinot
Rodolfo Audinot (Bologna, 20 gennaio 1814 – Bologna, 30 marzo 1874) è stato un politico italiano.
Già deputato dello Stato Pontificio, dopo l'Unità d'Italia è stato prima deputato e poi senatore del Regno.
Nel 1859 partecipò al Convegno segreto di Scanello che si svolse a Palazzo Loup, volto all'unificazione doganale e monetaria dei vari regni e ducati che formavano la struttura politica del centro-nord Italia alla vigilia della riunificazione del Regno.
Il 25 marzo 1861 presentò alla Camera un'interpellanza sulla questione romana che, dopo l'intervento di Cavour, si concretizzò in un ordine del giorno che fissava l'obiettivo di congiungere Roma, "capitale acclamata dall'opinione nazionale", all'Italia.
È sepolto nel cimitero monumentale della Certosa di Bologna.
Una lapide lo ricorda sulla sua casa in via Sant'Isaia.